# Thum
Thum är en stad  i Landkreis Erzgebirgskreis i förbundslandet Sachsen i Tyskland. Staden har cirka 4 900 invånare.